# Myrmecophila christinae
Myrmecophila christinae är en orkidéart som beskrevs av Germán Carnevali och Gómez-juárez. Myrmecophila christinae ingår i släktet Myrmecophila och familjen orkidéer.

## Underarter
Arten delas in i följande underarter:
- M. c. christinae
- M. c. ibarrae